# Яковлев-Халфин, Яков Лазаревич
Яков Лазаревич Яковлев (при рождении Ха́лфин; 1906—1995) — советский разведчик, полковник госбезопасности СССР.

## Биография
Родился  в мае 1906 года в посёлке Крюков Кременчугского уезда Полтавской губернии в семье приказчика. В Коммунистической партии Советского Союза с ноября 1932 года.

### Трудовая занятость
- Окончил 3 класса городского училища, Полтава 1918.
- Ученик частной парикмахерской, Полтава 1916—1919;
- Ученик коптильщика у кустаря Каплана, Николаев 04.1919—09.1919;
- Безработный на бирже труда, Полтава 09.1919-02.1920;
- Ученик продавца, чернорабочий единого потреб. о-ва, Полтава 02.1920-1923;
- Рабочий склада «Госрыбторга», Красноград 1923;
- Рабочий по прокладке канализации, Полтава 1923-12.1923;
- Делопроизводитель в издательстве штаба 25 див., Полтава 01.1924-05.1924;
- Продавец паевого товарищества «Ларек», Полтава 05.1924-1926;
- Заведующий магазином товарищества «Ларек», Лубны 1926-01.1927.
- Пенсионер с 12.1952, Москва.

### В органах ОГПУ-НКВД-НКГБ-МГБ
С февраля 1927 работал в органах ОГПУ-НКВД-НКГБ-МГБ:
- Разведчик, старший группы разведки оперотделения ГПУ УССР, Харьков 02.27-12.1929;
- старший группы разведки, помощник уполномоченного окр. отд. — оперсектора ГПУ, Одесса 12.1929-03.1932; в ЦШ ОГПУ, Москва 1932;
- уполномоченный ОО ОГПУ СССР 03.1932-1934;
- оперуполномоченный 3 отделения оперотд. ГУГБ НКВД СССР 1934-10.03.1935;
- помощник начальника 3 отделения оперотд. ГУГБ НКВД СССР 10.03.1935-12.1936;
- заместитель начальника 8 отделения 2 отд. ГУГБ НКВД СССР 12.1936-09.09.1937;
- начальник 8 отделения 2 отдел ГУГБ НКВД СССР 09.09.1937-10.1938;
- начальник 17 отделения 3 отдел ГУГБ НКВД СССР 10.1938-11.1938;
- начальник 15 отделения 3 отдел ГУГБ НКВД СССР 11.1938-26.02.1941;
- заместитель начальника 6 отдел 2 упр. НКГБ СССР 26.02.1941-12.08.1941;
- начальник 6 отд. 2 управление НКВД СССР 12.08.1941-02.12.1941;
- начальника 5 отд. 2 управление НКВД СССР 02.12.1941-16.05.1943;
- заместитель начальника 9 отделения 2 упр. НКВД-МГБ СССР 16.05.1943-15.06.1946;
- сотрудник МГБ СССР 06.1946-01.1948;
- начальник отдела управления охраны МГБ Моск.-Курск. ж.д., Москва 01.1948-10.1950;
- в резерве управления кадров МГБ СССР 10.1950-04.1951;
- начальник 3 отделения управления охраны МГБ Моск.-Донбасской ж.д., станц. Кашира 04.1951-12.1952.

Занимался борьбой с разведками ближневосточных, скандинавских и среднеевропейских стран; агентурно-оперативной работой и спецмероприятиями в гостиницах и ресторанах, с использованием в оперативных целях ИККИ, МОПР, НКИД, Наркомата внешней торговли, Интуриста, Бюро по обслуживанию иностранцев, таможни; проводил агентурно-оперативную работу среди эсперантистов, филателистов и на «черной бирже»; занимался охраной дипломатического корпуса.

## Семья
Дочь — Майя Яковлевна Яковлева (1934—2024), журналистка, редактор.

## Звания
- лейтенант государственной безопасности с 23.12.1935;
- старший лейтенант государственной безопасности 21.09.1937;
- капитан государственной безопасности с 09.08.1940;
- подполковник государственной безопасности с 11.02.1943;
- полковник государственной безопасности с 15.04.1943.

## Награды
- орден Красного Знамени 06.11.1946;
- орден Отеч. войны 1 степени 24.02.1945;
- орден Красной Звезды 03.11.1944;
- орден «Знак Почета» 20.09.1943;
- 4 медали;
- знак «Почетный работник ВЧК-ГПУ (XV)» 31.08.1937.